# Osmose Productions
Osmose Productions är ett franskt oberoende skivbolag grundat 1991 av Hervé Herbaut, efter att han i tre år drivit försäljning via ett mindre internetbolag. Osmose är i huvudsak specialiserat på death och black metal-band.
Många av de grupper som börjat på Osmose har gått vidare och skrivit kontrakt med större skivbolag som Nuclear Blast, Century Media och Metal Blade.

## Band som har gett ut skivor på Osmose
- Abominator
- Absu (Senare på Candlelight Records)
- Act of Gods
- Allfader
- Anal Vomit
- Angelcorpse
- Anorexia Nervosa
- Antaeus
- Arkhon Infaustus
- Axis of Advance
- Benighted
- Bestial Mockery
- Bewitched (Senare på Regain Records)
- Black Witchery
- Blasphemy
- Cirith Gorgor
- Dark Tranquillity (Senare på Century Media)
- Dellamorte
- Dementor
- Demoniac
- Demonized
- Detonation
- Diabolical Masquerade
- Diabolos Rising
- Disastrous Murmur
- Divine Decay
- Driller Killer
- Elysian Blaze
- Enslaved (Senare på Indie Recordings/Nuclear Blast)
- Exciter (Senare på Massacre Records)
- Exmortem
- Extreme Noise Terror
- Gehennah
- Goat Semen
- Godus
- Hacavitz
- Houwitser
- Immortal (Senare på Nuclear Blast)
- Impaled Nazarene
- Imperial
- Impiety
- Infernö
- Inhume
- Kristendom
- Laethora
- Lifelover
- Lost Soul
- Loudpipes
- Malmonde
- Marduk (Senare på Regain Records)
- Masacre
- Master's Hammer
- Melechesh
- Merciless
- Mord
- Mystifier
- Necromantia (Senare på Dockyard 1)
- Notre Dame
- Obligatorisk Tortyr
- Obtest
- Order from Chaos
- Pan.Thy.Monium
- Phazm
- Portal
- Profanatica
- Pyogenesis
- Raism
- Ravager
- Revenge
- Ritual Carnage
- The Rocking Dildos
- Rok
- Rotting Christ (Senare på Season of Mist)
- Sadistik Exekution
- Samael (Senare på Galactical Records/Regain Records)
- Seth
- Shadows Land
- Shining
- Sigh
- Sjodogg
- Stillhet
- Sublime Cadaveric Decomposition
- Sulphur
- Swordmaster
- Thesyre
- Thornspawn
- Totalselfhatred
- Tsatthoggua
- The Unkinds
- Vehementor
- Vital Remains
- Yyrkoon